# Exenterus platypes
Exenterus platypes là một loài tò vò trong họ Ichneumonidae.